# Anton Kerner von Marilaun

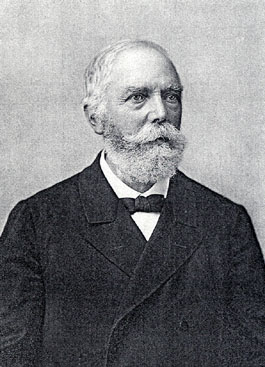
Anton Joseph Kerner

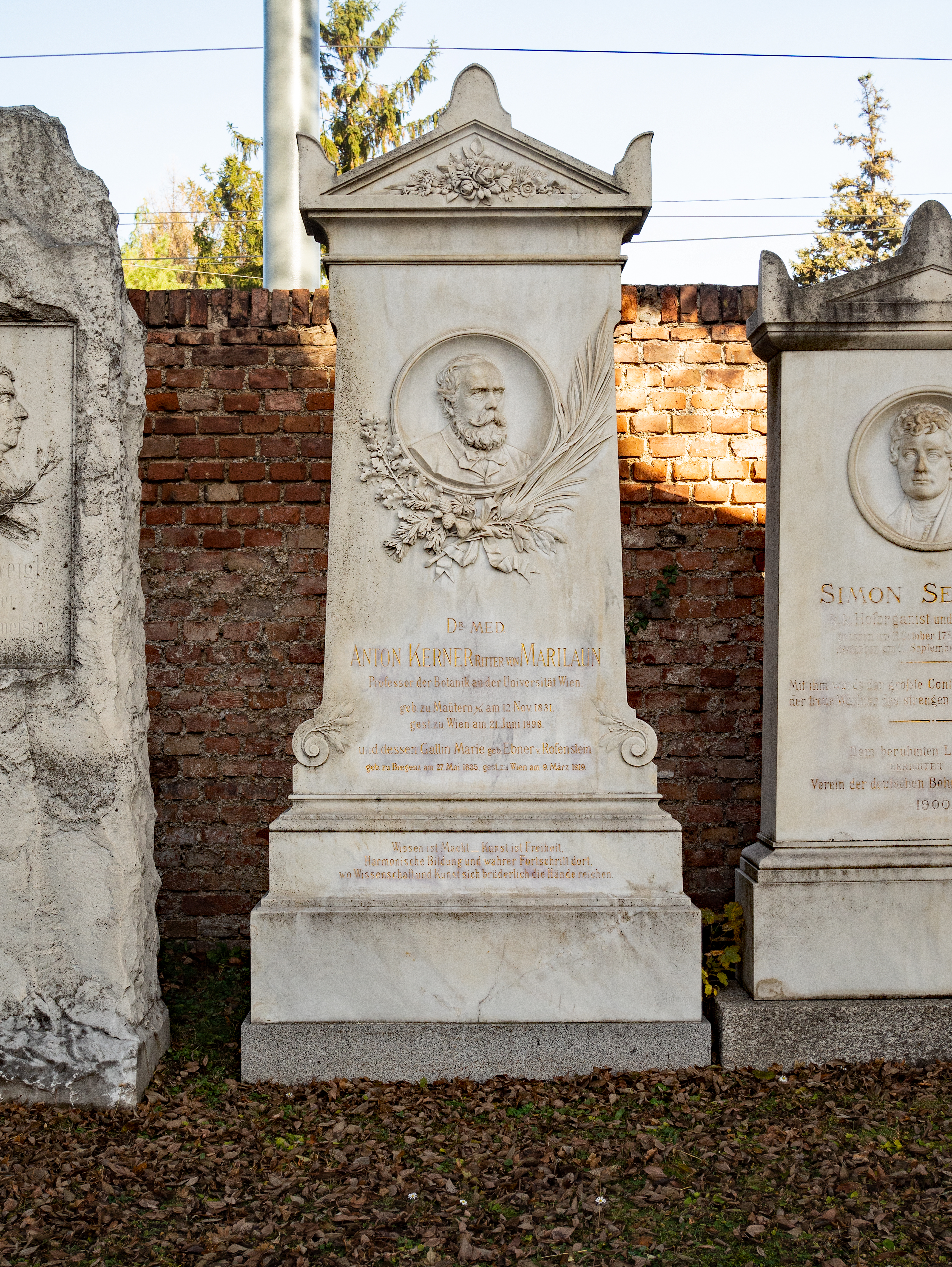
Grabstätte von Anton Kerner von Marilaun auf dem Wiener Zentralfriedhof

Anton Joseph Kerner, ab 1876 Ritter von Marilaun (* 12. November 1831 in Mautern, Niederösterreich; † 21. Juni 1898 in Wien) war ein österreichischer Botaniker und Universitätsprofessor. Er gilt als einer der Mitbegründer der Pflanzensoziologie. Sein offizielles botanisches Autorenkürzel lautet „A.Kern.“

## Leben und Wirken
Anton Kerner studierte von 1848 bis 1853 Medizin an der Universität Wien, wo er 1854 zum Doktor der Medizin promoviert wurde. 1855 wurde er Lehrer für Naturgeschichte an der Oberrealschule, 1858 Professor am Josefs-Polytechnikum in Ofen, Ungarn. Die Universität Innsbruck berief Kerner 1860 auf einen Lehrstuhl für Botanik. 1878 wurde er als Ordinarius und Direktor des Botanischen Gartens an die Universität Wien berufen. 1877 wurde Kerner geadelt und in den Ritterstand versetzt.
Kerners klassisches, in der Sprache eines fachkundigen Literaten verfasstes Werk Das Pflanzenleben der Donauländer (Innsbruck 1863) enthält unübertreffliche Schilderungen der Vegetation von den ungarischen Steppenwäldern bis in die waldfreien Gipfelbereiche der Alpen. Er wandte neue Methoden an, beschrieb die Schichtenstruktur der Wälder und wies auf die Zusammenhänge der Pflanzenformationen mit Klima und Boden hin. Kerner beschrieb Pflanzengesellschaften, in denen Arten „zu bestimmten Gruppen vereint“ sind. Er führte auch Freilandexperimente ein, mit dem Ziel, den Klimaeinfluss verschiedener Höhenstufen auf das Wachstum von 300 Arten zu erkunden. 1875 legte er am Blaser in Tirol den ersten Hochalpengarten der Welt an.
Kerner war ein Anhänger der Darwinschen Evolutionstheorie und hielt natürliche Artbastarde für die Grundlage von Variabilität und Entstehung neuer Arten. Er korrespondierte unter anderem mit Gregor Mendel und Charles Darwin.
Richard Wettstein war als Ordinarius und Direktor des Botanischen Gartens in Wien sein Nachfolger, gleichzeitig aber auch sein Schwiegersohn, da er Kerners Tochter Adele heiratete.

## Ehrungen
Anton Kerner von Marilaun ruht in einem Ehrengrab auf dem Wiener Zentralfriedhof (Tor 2, Gruppe 0, Reihe 1, Nummer 22). Im Jahr 1900 wurde in Wien-Landstraße (3. Bezirk) die Marilaungasse nach ihm benannt. Nach Kerner benannt ist auch die Pflanzengattung Marilaunidium Kuntze aus der Familie der Raublattgewächse (Boraginaceae).

## Schriften
- Der Jauerling. In: Verhandlungen der Zoologisch-Botanischen Gesellschaft in Wien, 5, 1855, S. 521–524.
- Flora der Bauerngärten in Deutschland. In: Verhandlungen der Zoologisch-Botanischen Gesellschaft in Wien, 5, 1855, S. 787–826.
- Das Hochkar: eine pflanzengeografische Skizze. In: Verhandlungen der Zoologisch-Botanischen Gesellschaft in Wien, 7, 1857, S. 517–530.
- Niederösterreichische Weiden. Ueberreuter, Wien 1860. doi:10.5962/bhl.title.15620
- Das Pflanzenleben der Donauländer. Wagner, Innsbruck 1863 (eingeschränkte Vorschau in der Google-Buchsuche – 2. (anastatische) Auflage 1929 von Friedrich Vierhapper (jun.)).
- Die Cultur der Alpenpflanzen. Wagner, Innsbruck 1864, archive.org
- Novae plantarum species Tiroliae, Venetiae, Carnioliae, Carinthiae Styriae et Austriae. Innsbruck 1870, doi:10.5962/bhl.title.9835.
- Die botanischen Gärten, ihre Aufgabe in der Vergangenheit, Gegenwart und Zukunft. Innsbruck 1874 (archive.org).
- Die Schutzmittel der Blüthen gegen unberufene Gäste. Wien 1876 (darwin-online.org.uk).
- Flowers and their unbidden guests. C. K. Paul & Co., London 1878, doi:10.5962/bhl.title.50866
- Pflanzenleben. urn:nbn:de:hbz:061:2-23560 (1890–1891; 2. Auflage 1896–1898; 3. Auflage von Carl Adolph Hansen, 1913–1916).
- Schedae ad Floram exsiccatam Austro-Hungaricum. (1881–1913; Band 8–9 von Karl Fritsch, Band 10 von Richard Wettstein).